# Verfassungsgerichtshof von Rumänien

Siegel und Logo des Verfassungsgerichtshofs von Rumänien

Der Verfassungsgerichtshof von Rumänien (rumänisch Curtea Constituțională a României, Abkürzung: CCR) ist das Verfassungsgericht Rumäniens.

## Geschichte
Das Gericht wurde 1992 gegründet. Es hat seinen Sitz in der Hauptstadt Bukarest im dortigen Parlamentspalast.
Neun Richterinnen und Richter werden jeweils für neun Jahre ernannt. Jeweils ein Drittel von ihnen werden vom Staatspräsidenten ernannt sowie von der Abgeordnetenkammer und vom rumänischen Senat gewählt. 
Die Kompetenzen des Verfassungsgerichtshofs ergeben sich aus der rumänischen Verfassung.
Die Präsidenten des Verfassungsgerichtshofs werden je für zunächst drei Jahre ernannt, können aber länger im Amt bleiben:
- 1992–1995: Vasile Gionea
- 1995–1998: Ioan Muraru
- 1998–2001: Lucian Mihai
- 2001–2004: Nicolae Popa
- 2004–2010: Ioan Vida
- 2010–2016: Augustin Zegrean
- 2016–2022: Valer Dorneanu[2]
- seit 2022: Marian Enache[1]